# Piano Pleyel
El piano Pleyel és una peça destacada de la col·lecció del Museu del Romanticisme a Madrid amb el número d'inventari 670.

## Història
Elisabet II va ser una gran afeccionada a la música des de la seva infantesa, tocava el piano i l'arpa i organitzava concerts amb músics destacats del moment, aquesta afecció li va fer ser una bona col·leccionista d'instruments musicals, entre ells es troba el piano pleyel que es conserva al museu del Romanticisme.
Donat al museu el 1959 per l'infant Alfons d'Orleans-Borbó, net de la reina Elisabet II d'Espanya, gran afeccionada a la música. Es conserven d'altres peces d'aquest fabricant, adquirides sota el seu regnat i que formen part de Patrimoni Nacional, un d'ells al Palau del Borbó de San Lorenzo de El Escorial i els altres tres al Palau d'Aranjuez. Un d'aquests exemplars d'Aranjuez és molt similar a la peça que conserva el museu del Romanticisme, el que permet datar a aquest últim al voltant de 1848-1854.

## Descripció
Es tracta d'un piano fabricat per la casa parisenca Pleyel, fàbrica de pianos fundada per Ignaz Joseph Pleyel, compositor i alumne de Joseph Haydn i en el seu temps una de les més famoses fàbriques que va proveir a nombroses cases reials i famílies aristocràtiques d'Europa. La peça de la col·lecció del Museu del Romanticisme és un piano de cua, xapat en fustes nobles amb motius romboïdals i motllures en fusta de caqui, banús, box, nacre, mareperla i metalls daurats. A la tapa del teclat té un escut reial embolcallat en una corona de llorer; aquest detall l'ho identifica com a pertinença de la reina Elisabet II. L'interior de la caixa està coberta per una xapa de fusta vermellosa. Les potes són troncocòniques i té una forma de lira on es troben els dos pedals.